# 膨胀大山蜗牛
膨胀大山蜗牛（学名：Cyclophorus  turgidus），是中腹足目山蜗牛科Cyclophorus属的一种。主要分布于台湾，常生长于落叶下或地上。